# Блинов, Александр Сергеевич
Александр Сергеевич Блинов (род. 3 октября 1945, Блаж-Юс, Удмуртская АССР) — советский и латвийский журналист, редактор самой тиражной в Латвийской ССР газеты «Советская молодёжь», получившей в 1989 году всесоюзную известность и подписчиков.

## Биография
Сын сельского учителя, родился в маленькой деревне Блаж-Юс в Удмуртии, куда после ранения на фронте вернулся его отец.
На Урале четыре класса Александр закончил в своей деревне, а в среднюю школу ходил в другую деревню, по семь километров туда и обратно. Зимой на лыжах, летом на велосипеде. Это дало закалку на всю жизнь.
Еще в школе он начал выпускать ежедневную стенгазету для себя лично и на английском языке, чтобы никто не понял, что он там пишет.
После восьмилетки поступил в Индустриальный техникум в Ижевске, где проучился чуть больше года и даже видел молодого Михаила Калашникова, который встречался с учащимися в музее оружия.
Со второго курса техникума Блинов ушел в 9-й класс школы, так как не справлялся с техническими дисциплинами. В 10 классе уехал в Челябинск, где к тому времени жила его мать, и бросил школу.
В Челябинске работал на заводе механомонтажных заготовок учеником токаря, а потом отправился рабочим в геодезическую экспедицию, которая работала в городе Троицке Челябинской области.
Был призван в Советскую армию и получил назначение в ВВС, в Одесский военный округ, поселок Лиманский, радиомехаником УКВ-радиостанции наземного базирования.
В 1965 году Александр Блинов опубликовал первую в жизни заметку в газете Одесского военного округа «Защитник Родины», получив гонорар — 1 рубль 40 копеек. За следующую публикацию — фельетон о ненадлежащем хранении продукции на местной овощной базе — молодой автор получил уже 37 рублей, что составляло 10 солдатских зарплат. Кроме того, ему выдали удостоверение нештатного корреспондента. Успех в журналистике побудил солдата возобновить учебу: параллельно со службой он закончил вечернюю среднюю школу при Одесском доме офицеров.
После службы А.Блинов вернулся в Челябинск и был принят литературным сотрудником газеты «Карабашский рабочий». Вскоре его назначили заведующим отдела промышленности.
В 1968 году поступил на факультет журналистики Уральского государственного университета и начал сотрудничать с молодежной газетой «Смена». Его главной темой стали стройотряды, а после второго курса он был назначен редактором пресс-центра ССО «Планета».
На журфаке Александр познакомился с Валентиной Корчагиной, молодые люди поженились в 1971 году. Их сблизила общность интересов — Валентина тоже писала про стройотряды.
В «Планете» Блинов неплохо зарабатывал, однако из-за расхождения во взглядах с издателями ушел в первоуральскую газету «Под знаменем Ленина», выходившую пять раз в неделю тиражом в 70 тыс. экз.
По окончании университета по инициативе Валентины молодая пара переехала в Ригу, к родителям жены.
В том же 1972 году, Александр Сергеевич начал работать выпускающим в газете «Советская молодежь». От этой технической работы по подготовке номера и его производству в типографии он перешел к литературно-организационной работе, когда его назначили ответственным секретарём.
В 1983 А.Блинов стал главным редактором газеты.
С началом перестройки в 1985 году наступил звёздный час «молодежки» и ее главного редактора. Она активно и смело откликалась на актуальные проблемы общества, следила за происходящими процессами демократизации.
Всесоюзную известность газете принесли репортажи из Тбилиси, где в апреле 1989 года была жестко разогнана народная демонстрация.
«Советская молодежь» была включена во всесоюзный подписной каталог «Союзпечати» и собрала более 814 000 абонентов по всему Советскому Союзу. Это был беспрецедентный результат для латвийской прессы, не повторенный по тиражу даже массовыми бесплатными изданиями позднейшего времени.
А. С. Блинов воспитал плеяду талантливых журналистов, которые впоследствии сами стали главными редакторами и издателями, и не только в Латвии: Алексей Шейнин, Инна Каневская, Алла Петропавловская, Алла Оболевич, Борис Фельдман, Евгений Огурок, Елена Власова, Владимир Шулаков. Для редакции CМ была характерна атмосфера творчества, позитивного соперничества за лучшую тему, сотрудничества. При этом Блинов умел отстаивать интересы газеты и свободу слова перед начальством в секторе печати ЦК ЛКСМ Латвии.
В 1990-е годы газета пережила ребрендинг, став из «Советской молодёжи» «СМ» и «СМ-сегодня». А. С. Блинов возглавлял ее до 1997 года.
В 1997 году он принял приглашение А.Шейнина возглавить новую ежедневную газету «Час».
В 2000-м снова вернулся в «молодёжку», которая с 1999 года выходила уже под именем «Вести сегодня», и работал на этой должности до 2013 года.

## Знаковое событие
В 1988 году А. С. Блинов взял на себя риск опубликовать первое интервью с попавшим в опалу членом ЦК КПСС Борисом Ельциным. «Цензура номер не подписывала. Я сам подписал, пошел к рабочим в типографию и договорился, чтобы номер пустили в печать. На следующий день мы стали знаменитыми, потому что это интервью перепечатали 140 газет Союза и 80 зарубежных», — вспоминал Александр Сергеевич. За этот поступок его могли уволить, однако ограничились внушением по партийной линии.

## Литературная деятельность. Бил Фифилин
В конце 1990-х годов А.Блинов начал выступать в семейном еженедельнике «Суббота» с короткими ироническими рассказами под псевдонимом Бил Фифилин. Как пояснил сам автор, ему хотелось покрасоваться перед редактором и своей ученицей по «молодёжке» Ольгой Авдевич, однако «молодой автор» был замечен не только ею. Курьезную рецензию он прочитал в журнале «Даугава», в которой анализировавший прозу Латвии критик сокрушался: «Куда делся молодой автор Бил Фифилин с его неожиданными сюжетами, искрометным юмором?»
«Фифилиана» составляет 120—130 рассказов.

## Семья
Как рассказывал сам Александр Сергеевич Блинов, его дед по отцовской линии получил офицерское звание в царской армии во время Первой мировой войны. После войны вернулся к семье на Урал и стал работать лесником. В 1918 году он, его жена и дочь умерли от тифа в один день. Сын (будущий отец Александра Сергеевича) остался сиротой в Нижнем Тагиле, но выжил. Сергей Васильевич поначалу работал плотником, столяром, занимался пчеловодством, выучился и стал учителем начальных классов.
В Великую Отечественную ушёл на фронт и провоевал в пехоте, ротным минометчиком, до 1944 года, когда в боях за Украину получил тяжёлое ранение и был комиссован.
Вернулся к семье и узнал, что умерли сын и дочь, рожденные до войны. В 1945-м появился сын Александр.
- Супруга А. С. Блинова — Валентина Корчагина, журналист.
- Дочь Ольга Шунина (род. 1975) — директор по персоналу, живет и работает в Лондоне. В браке с журналистом Александром Шуниным у нее родилась дочь Мария.